# Karl Otto Götz
Karl Otto Götz (Aquisgrán, 22 de febrero de 1914-Wolfenacker, 19 de agosto de 2017) fue un artista visual, cineasta y escritor alemán, conocido sobre todo por su pintura informalista inscrita en el movimiento de la action painting, que él concebía al modo surrealista, dejando que aflorasen automatismos espontáneos mediante la aplicación de pinceladas rápidas sobre un fondo claro, de modo que acababa en ocasiones sus pinturas en pocos minutos aunque fuesen precedidas de larga premeditación.

## Biografía
Formado en la Escuela de Artes y Oficios de Aquisgrán, sufrió la censura nazi en 1935 y sirvió como soldado de la Luftwaffe en Noruega durante la Segunda Guerra Mundial. Concluida la guerra se unió al grupo Rosen-Kreis de Willi Baumeister y Hans Hartung. De 1948 a 1953 fue uno de los editores de la revista Meta. En 1949 entró además en contacto con el grupo Cobra y colaboró con su revista. De 1952 son sus primeras pinturas informalistas, influido por Wols y el movimiento tachista. Entre 1959 y 1979 fue profesor de pintura en la Academia de Düsseldorf. Su investigación sobre la producción de imágenes electrónicas abstractas influyó, a su vez, en Nam June Paik.